# Воробьёв, Сергей Ильич
Сергей Ильич Воробьёв (16 июля 1895, д. Претиха, Вологодская губерния — 17 сентября 1983, Москва) — советский военно-морской деятель, генерал-полковник береговой службы (22.01.1944), заместитель наркома ВМФ.

## Биография
Родился в семье крестьянина-середняка, в 1912 году окончил учительскую школу, затем учился на учительских курсах в Архангельске, подрабатывал репетиторством и пением в хоре Соловецкого монастыря. По окончании курсов учительствовал в Благовещенской церковно-приходской школе.
С началом Первой мировой войны, в 1914 году С. И. Воробьёв был призван в Русскую императорскую армию и направлен в учебную команду вольноопределяющихся артиллеристов в Луге. Служил в артиллерии, вначале рядовым запасной артиллерийской бригады, затем младшим фейерверкером артиллерийской бригады на Северо-Западном фронте. За ратные подвиги был удостоен Георгиевских крестов четырёх степеней и Георгиевской медали.
После Февральской революции избирался на различные должности в солдатском комитете, был выборным командиром дивизиона, военкомом бригады, демобилизован младшим унтер-офицером.
В 1918 году вступил в ВКП(б), с апреля 1918 по июль 1919 года работал на различных выборных партийных должностях в Вологодской губернии. В 1919 году С. И. Воробьёв мобилизован в РККА, воевал на Юго-Западном фронте командиром батареи, с августа 1919 года — военком и вр. и. д. командира артиллерийского дивизиона 44-й стрелковой дивизии Н. А. Щорса, воевал с белогвардейцами Деникина, поляками и различными бандами на территории Украины.
После войны, с декабря 1921 года по август 1923 года С. И. Воробьёв был на лечении, заведовал клубом. В 1923 году С. И. Воробьёв перешёл на флот, с сентября 1923 года С. И. Воробьёв — военком артиллерийской бригады Кронштадтской крепости. С октября 1925 года по сентябрь 1926 года обучался на артиллерийских КУКС РККА, после их окончания, в ноябре 1926 года был назначен командиром артиллерийского дивизиона, с сентября 1927 года — вр. и. д. командира 3-й артиллерийской бригады, с августа 1928 года — командир артиллерийского дивизиона той же бригады, с декабря 1928 года — учился на КУВНАС при Военно-морской академии, с июня 1929 года — вр. и. д. старшего инженера Управления начальника артиллерии, с октября 1929 года — помощник начальника, с ноября 1929 года —- начальник артиллерии, с апреля 1931 года — командир и военком 3-й артиллерийской бригады, с мая 1932 года — начальник штаба береговой обороны (БО) Флота, с июня 1933 — комендант и военком Ижорского УРа, с февраля 1938 года — помощник по материально-техническому обеспечению начальника Балтийского флота (КБФ), с июня 1938 года — начальник Управления снабжения ВМФ, с января 1940 года — начальник Главного управления портов ВМФ.
В начале Великой Отечественной войны С. И. Воробьёв — на той же должности. В мае 1942 года Главное управление портов было переформировано в Главное управление тыла ВМФ, начальником которого стал С. И. Воробьёв, одновременно, в июне 1942 года он был назначен заместителем наркома ВМФ Н. Г. Кузнецова по тылу. На этих должностях до апреля 1946 года, затем стал начальником тыла ВМС. Нарком ВМФ Н. Г. Кузнецов в мемуарах вспоминал своего заместителя:

Генерал-лейтенант береговой службы С. И. Воробьёв с сопровождающими, 1941 год

Тылом Военно-Морского Флота всю войну командовал генерал-полковник С. И. Воробьев (он был моим заместителем по тылу). Я всегда вспоминаю его с большим уважением.
До назначения на эту должность Сергей Ильич много лет прослужил в береговой обороне и был выдвинут на должность начальника тыла ещё перед войной, когда мы осознали исключительно важную роль тыловых органов в современной войне. С. И. Воробьев был на редкость рачительным хозяином, прекрасно знавшим все нужды флота. Мне кажется, он поставил перед собой основную цель: сделать побольше всевозможных запасов для флота, рассредоточив их по базам и складам.
Отличался Воробьев необычайной добротой и мягкостью и одновременно большой требовательностью. Я порой удивлялся, как в нём уживаются такие противоположные качества. Он не щадил ни себя, ни сослуживцев, требуя от них точного выполнения задания. Это был человек, безгранично преданный своей работе.
У него была внушительная внешность: высокий, широкоплечий, с окладистой бородой. Подчиненные уже знали: если Сергей Ильич доволен, он поглаживает свою бороду «по шерсти». Если же он теребит бороду «против шерсти» — жди грозы.
Я не припомню ни одного случая, чтобы у Воробьева были срывы в обеспечении флотов. Когда возникали уж чересчур сложные проблемы, он заявлял:
 — Еду к Анастасу Ивановичу.
От А. И. Микояна он возвращался успокоенным, поглаживая бороду «по шерсти», и все догадывались: значит, все в порядке.— Кузнецов Н. Г. Курсом к победе
С декабря 1946 года С. И. Воробьёв находился на лечении, с марта 1947 года — в распоряжении главкома ВМС, с января 1948 года — в отставке. Умер Сергей Ильич в Москве, похоронен на Головинском кладбище.

## Воинские звания
- Комбриг (26.11.1935)
- Генерал-лейтенант береговой службы (4.06.1940)
- Генерал-полковник береговой службы (22.01.1944)

## Награды
- Два ордена Ленина (1944, 1945)
- Орден Красного Знамени (1944)
- Орден Ушакова I степени (1945)
- Три ордена Красной Звезды (1936, 1942, 1965)
- Медаль «В ознаменование 100-летия со дня рождения Владимира Ильича Ленина»
- Медаль «За оборону Москвы»
- Медаль «За победу над Германией в Великой Отечественной войне 1941—1945 гг.»
- Медаль «20 лет Победы в Великой Отечественной войне 1941—1945 гг.»
- Медаль «30 лет Победы в Великой Отечественной войне 1941—1945 гг.»
- Медаль «Ветеран Вооружённых Сил СССР»
- Медаль «XX лет Рабоче-Крестьянской Красной Армии»
- Медаль «30 лет Советской Армии и Флота»
- Медаль «50 лет Вооружённых Сил СССР»
- Медаль «60 лет Вооружённых Сил СССР»
- Медаль «В память 800-летия Москвы»

Награды Российской Империи:
- Георгиевский крест I степени
- Георгиевский крест II степени
- Георгиевский крест III степени
- Георгиевский крест IV степени
- Георгиевская медаль